# Ole Iversen
Ole Iversen (21 febbraio 1884 – 9 marzo 1953) è stato un ginnasta norvegese.

## Palmarès

### Olimpiadi
- Argento a Londra 1908 nel concorso a squadre.